# Бранковци (Сербия)
Бранковци (серб. и болг. Бранковци) — населённый пункт в общине Босилеград Пчиньского округа Сербии.

## Население
Согласно переписи населения 2002 года, в селе проживало 116 человек (92 болгарина, 19 югославов и другие).
| Численность населения | Численность населения | Численность населения | Численность населения | Численность населения | Численность населения | Численность населения | Численность населения |
| 1948                  | 1953                  | 1961                  | 1971                  | 1981                  | 1991                  | 2002                  | 2011                  |
| --------------------- | --------------------- | --------------------- | --------------------- | --------------------- | --------------------- | --------------------- | --------------------- |
| 356                   | 366                   | 342                   | 290                   | 210                   | 143                   | 116                   | 77                    |

## Религия
Согласно церковно-административному делению Сербской православной церкви, село относится к Босилеградскому архиерейскомку наместничеству Враньской епархии. В селе расположена церковь Святого Харлампия, построенный в 1872 году.